# Brzeszcze

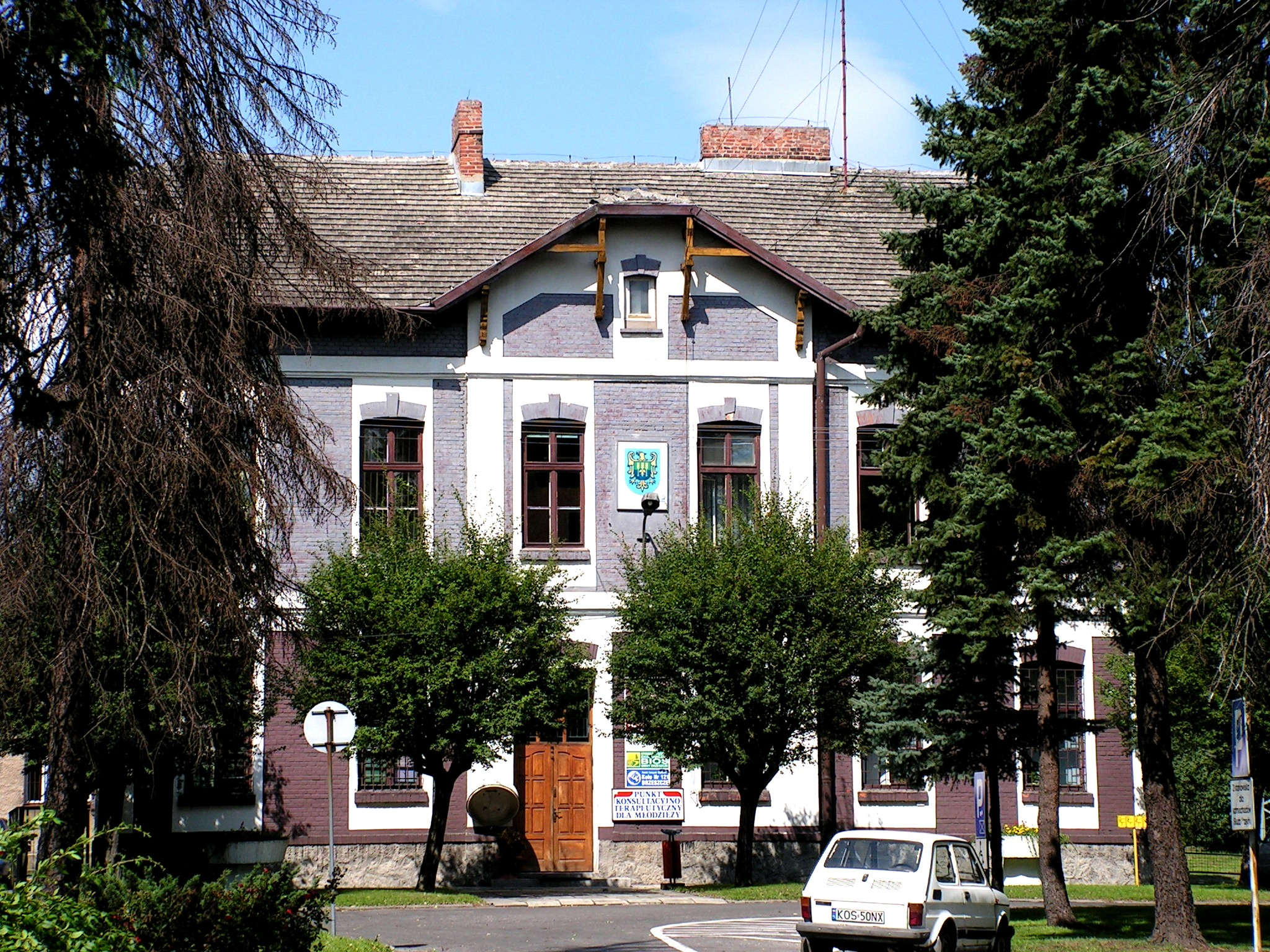
Gamla stadshuset i Brzeszcze.

Brzeszcze är en stad i Lillpolens vojvodskap i södra delen av Polen. Den ligger i närheten av Oświęcim.